# Antocha khasiensis
Antocha khasiensis är en tvåvingeart som beskrevs av Alexander 1936. Antocha khasiensis ingår i släktet Antocha och familjen småharkrankar. Inga underarter finns listade i Catalogue of Life.